# Manombo
Manombo är en ort och kommun i den östra delen av Madagaskar. Manombo ligger i distriktet Toliara II som är en del av provinsen Toliara i regionen Atsimo-Andrefana. Orten ligger vid naturreservatet Manombo Reserve.